# Semión Ignátiev
Semión Denísovich Ignátiev, también escrito Ignatyev (en ruso: Семён Денисович Игнатьев), Karlivka (Gobernación de Jersón), 14 de septiembre de 1904 - Moscú, 27 de noviembre de 1983) fue un político soviético y el último jefe de las fuerzas de seguridad designado por Iósif Stalin.

## Biografía temprana
Ignatiev, hijo de una familia de campesinos de etnia ucraniana. Cuando tenía 10 años, sus padres se mudaron a Uzbekistán donde aprendió a hablar uzbeko. Después de la revolución bolchevique, se unió al Komsomol y se convirtió en organizador sindical en Bujará. Como ingeniero, se afilió al Partido Comunista de la Unión Soviética en 1926. Durante la mayor parte de su carrera, fue un discreto apparátchik regional en las repúblicas fronterizas de la URSS. Entre 1934-1938, trabajó en el aparato central del partido en Moscú. Recibió un ascenso repentino en 1938, como resultado de la Gran Purga, cuando fue nombrado primer secretario del partido comunista en la RASS Buriata-Mongola. Posteriormente fue primer secretario en la RASS de Baskiria, entre 1944 y 1946, y ocupó altos cargos del partido en Daguestán y Uzbekistán. En mayo o junio de 1946, fue convocado a Moscú para actuar como inspector de las organizaciones del partido, por recomendación de Nikolái Patolichev, que había asumido el cargo de secretario del partido. En marzo de 1947, fue nombrado secretario del partido comunista en Bielorrusia, responsable de la agricultura, pero fue destituido a principios de 1950 y enviado a Uzbekistán.

## Jefe de seguridad
En diciembre de 1950, Ignátiev fue llamado a Moscú y nombrado jefe del departamento del Comité Central del Partido Comunista de la Unión Soviética que supervisaba al personal del partido, del Komsomol y del sindicato. Se le asignó también la tarea de investigar al ministro de seguridad del Estado (el MGB, precursor del KGB), Víktor Abakúmov, que había sido acusado de corrupción por un rival, Iván Serov. Cuando Abakúmov fue destituido y arrestado en julio de 1951, Ignátiev fue designado en un principio, representante del Comité Central en el MGB. El 9 de agosto de 1951 fue nombrado Ministro de Estado de la URSS. Fue miembro del Comité Central del Partido Comunista de la Unión Soviética desde 1952 hasta 1961. También sirvió brevemente como miembro del Presidium del Comité Central (anteriormente llamado Politburó) en los últimos meses antes de la desaparición de Stalin.
La primera tarea de Ignátiev fue purgar el aparato de seguridad. En poco más de un año, despidió a 42.000 agentes del MGB. Su mandato como jefe coincidió con la campaña antisemita que comenzó con los arrestos de todos los judíos conocidos empleados por el MGB: Lev Shvartzman, Leonid Eitingon, Leonid Raikhman, Andréi Sverdlov, hijo de Yákov Sverdlov, y otros muchos, culminando en el infame Complot de los médicos.
El 5 de marzo de 1953, tras la muerte de Stalin, Ignátiev fue destituido de su cargo en el MGB, ya que Beria absorbió al MGB en su MVD y fue nombrado secretario del Comité Central. En abril, se anunció en Pravda y otros periódicos que el complot de los médicos había sido un error judicial y que Ignátiev había sido culpable de 'ceguera e ignorancia políticas' al permitir que sucediera.